# Blok P
Blok P fu il maggior edificio residenziale di Nuuk e di tutta la Groenlandia. Ospitava circa 320 appartamenti e si diceva contenesse circa l'1% di tutta la popolazione della Groenlandia (all'epoca composta da circa 50.000 abitanti).
Il grande edificio, che per decenni è stato un punto di riferimento nella capitale della Groenlandia, fu il simbolo delle politiche di concentrazione demografica degli anni sessanta chiamate "G60", che avevano come obiettivo il benessere della società scandinava basato su uno stile di vita moderno. Il progetto portò all'esodo della popolazione eschimese dagli insediamenti tradizionali ad abitazioni moderne, basate su schemi di blocchi multipiano lunghi un centinaio di metri realizzati con elementi prefabbricati in calcestruzzo e offerte ai groenlandesi come alloggi sociali economici, efficienti e dotati di comfort moderni. In seguito tuttavia il Blok P divenne un luogo molto degradato, finché l'amministrazione comunale ne decise la demolizione avvenuta il 19 ottobre 2012.

## Storia

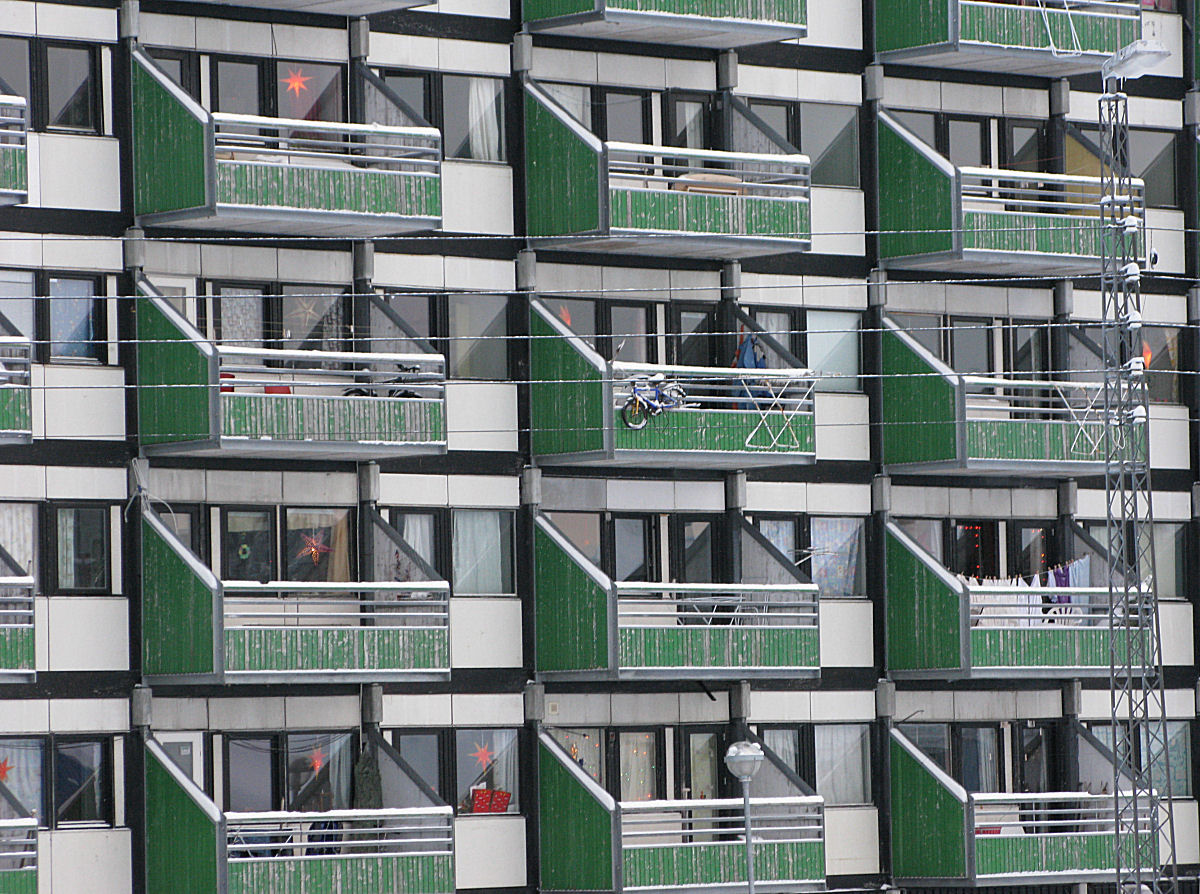
Blok P, balconi

L'edificio fu costruito tra il 1965 e il 1966 nell'ambito del programma del Folketing (il parlamento danese) che dal 1953 ha cercato di modernizzare e urbanizzare le infrastrutture groenlandesi, favorendo lo spostamento delle popolazioni dalle aree costiere ritenute "non redditizie, insalubri e non moderne".
All'epoca della sua costruzione era l'edificio residenziale più grande dell'intero Regno di Danimarca, e disponeva di innovazioni tecnologiche mai viste in Groenlandia come ad esempio l'acqua corrente nei bagni o i campanelli delle porte. Quando l'edificio fu completato a metà degli anni sessanta, la rivista danese Politiken scrisse che "ora i groenlandesi vivono meglio dei danesi".
Il condominio fu eretto approssimativamente in contemporanea con Høje Gladsaxe, Brøndby Strand e simili edifici in cemento armato di stile modernista. L'ispirazione fu lo stile di Le Corbusier e i materiali erano i migliori dell'epoca, con il punto di partenza idealistico di una costruzione moderna e funzionale, che offriva un ambiente ideale per le persone, con luce e spazio.
Tuttavia le dimensioni interne e la pianta degli appartamenti si rivelarono presto totalmente inadatti allo stile di vita degli Inuit, con porte troppo strette che rendevano molto difficile l'attraversamento indossando il pesante abbigliamento invernale e gli armadi standard europei, troppo piccoli per poterci ricoverare l'equipaggiamento da pesca, che così veniva messo sui balconi, bloccando pericolosamente le uscite di sicurezza. Durante i primi anni ci furono anche problemi agli scarichi, bloccati da grumi di sangue coagulato, causati dai pescatori che usavano la vasca da bagno per lavorare il pesce appena pescato.
Dopo quasi 50 anni, il Blok P divenne una sorta di baraccopoli, caratterizzato da povertà sociale e pessima manutenzione. Il Block P divenne disprezzato dalla popolazione locale e venne addirittura presentato ai turisti come "talmente deprimente che rappresenta quasi un'attrazione di per sé."

Il Greenlandic Home Rule insieme al consiglio comunale di Nuuk nel 2010 propose un piano per smantellare e sanificare l'edificio. Ai suoi abitanti furono offerte abitazioni alternative, prevalentemente a Qinngorput.

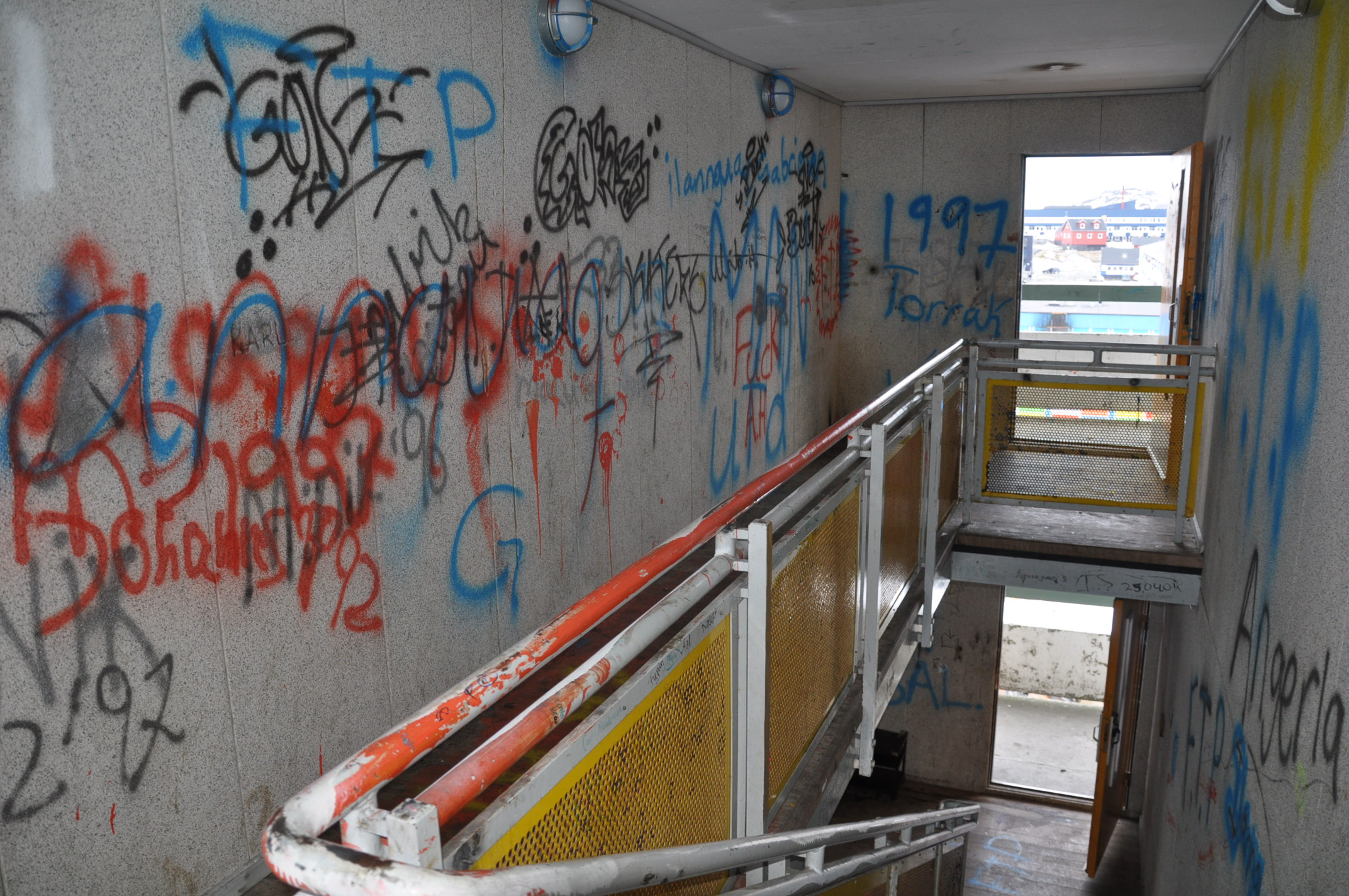
Rampa di scale nel Blok P (2011)

Lo smantellamento in cinque fasi cominciò nel 2011; l'ultima fase di riassetto del terreno si è conclusa nel 2014. Durante la demolizione del palazzo, l'artista visivo Rikke Diemer creò un documentario per commemorare la vita nel Blok P, installando una webcam per registrare giorno per giorno la demolizione; in seguito, insieme a un gruppo della città, ha organizzato una mostra nel centro culturale di Nuuk Katuaq. Il film sul Blok P è stato successivamente mostrato alla Biennale di architettura a Venezia nel 2012 e, insieme alla mostra Blok P – en boligblok i Nuuk, è stato presentato in giro per il Nord Atlantico, tra cui Brygge e Copenaghen.
Non ci sono progetti concreti per l'area del Blok P, tuttavia dal luglio 2013 la città di Nuuk ha sviluppato un nuovo progetto urbano chiamato "Nuuk Playground" per andare incontro alle esigenze della comunità.

## Descrizione
L'edificio era lungo 231 metri e alto cinque piani con 64 appartamenti ognuno, per un totale di 320 alloggi, e tagliava Nuuk in direzione est-ovest.
Il lato nord dell'edificio era decorato con una bandiera groenlandese costituita da vestiti usati, cucita dall'artista locale Julie Edel Hardenberg con l'aiuto dei bambini delle scuole elementari.

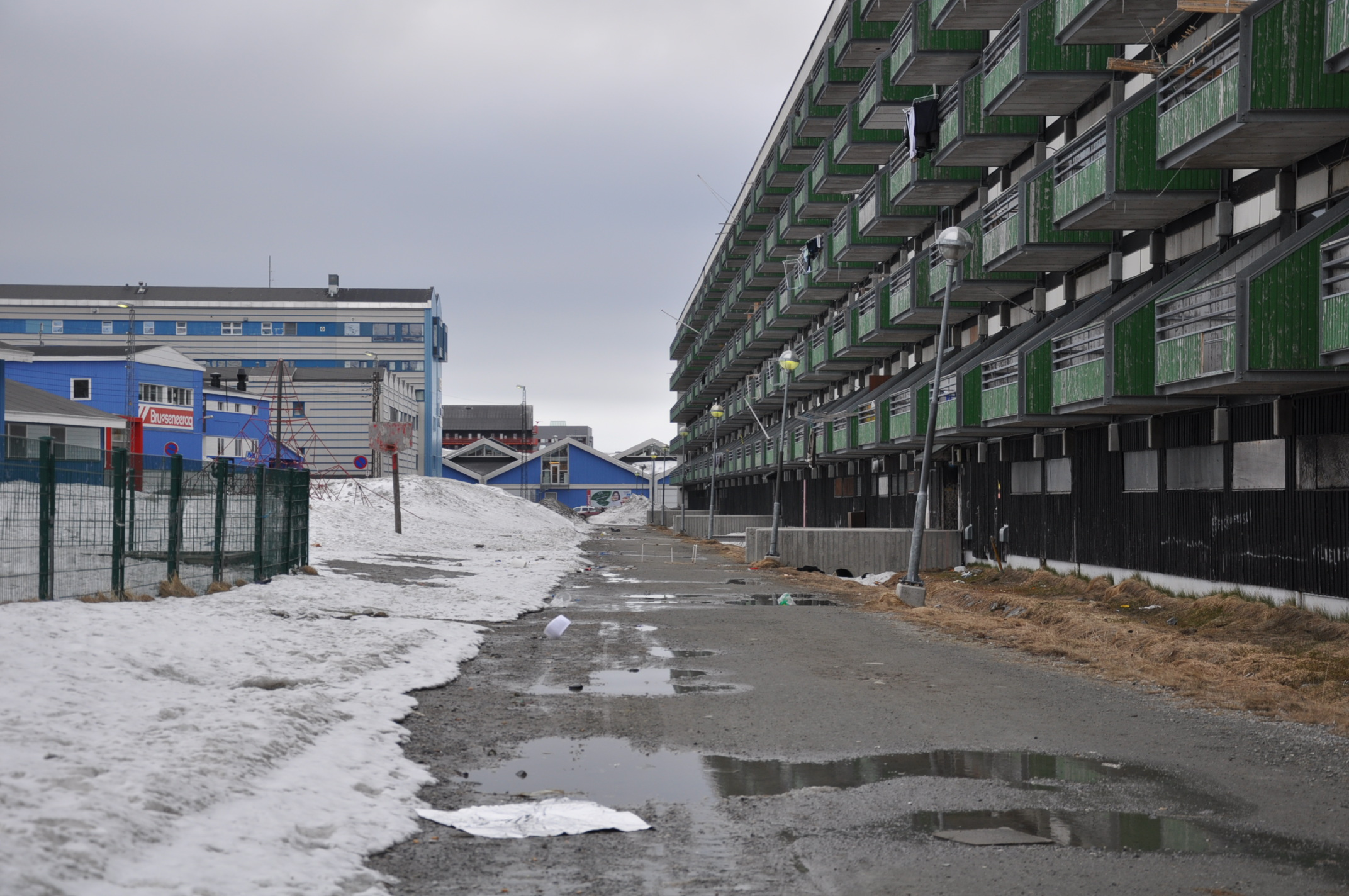
Lato sud
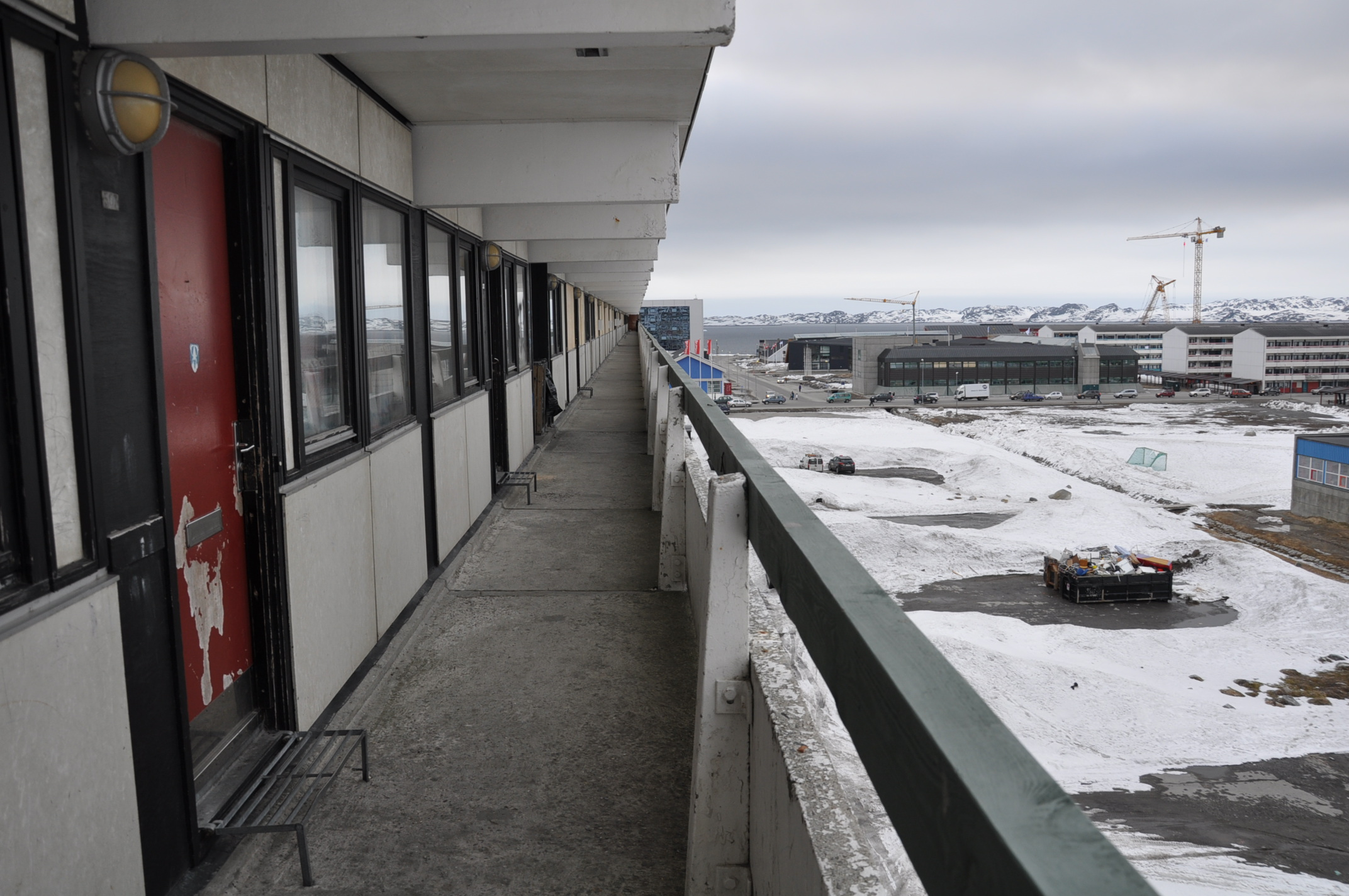
Terrazzi
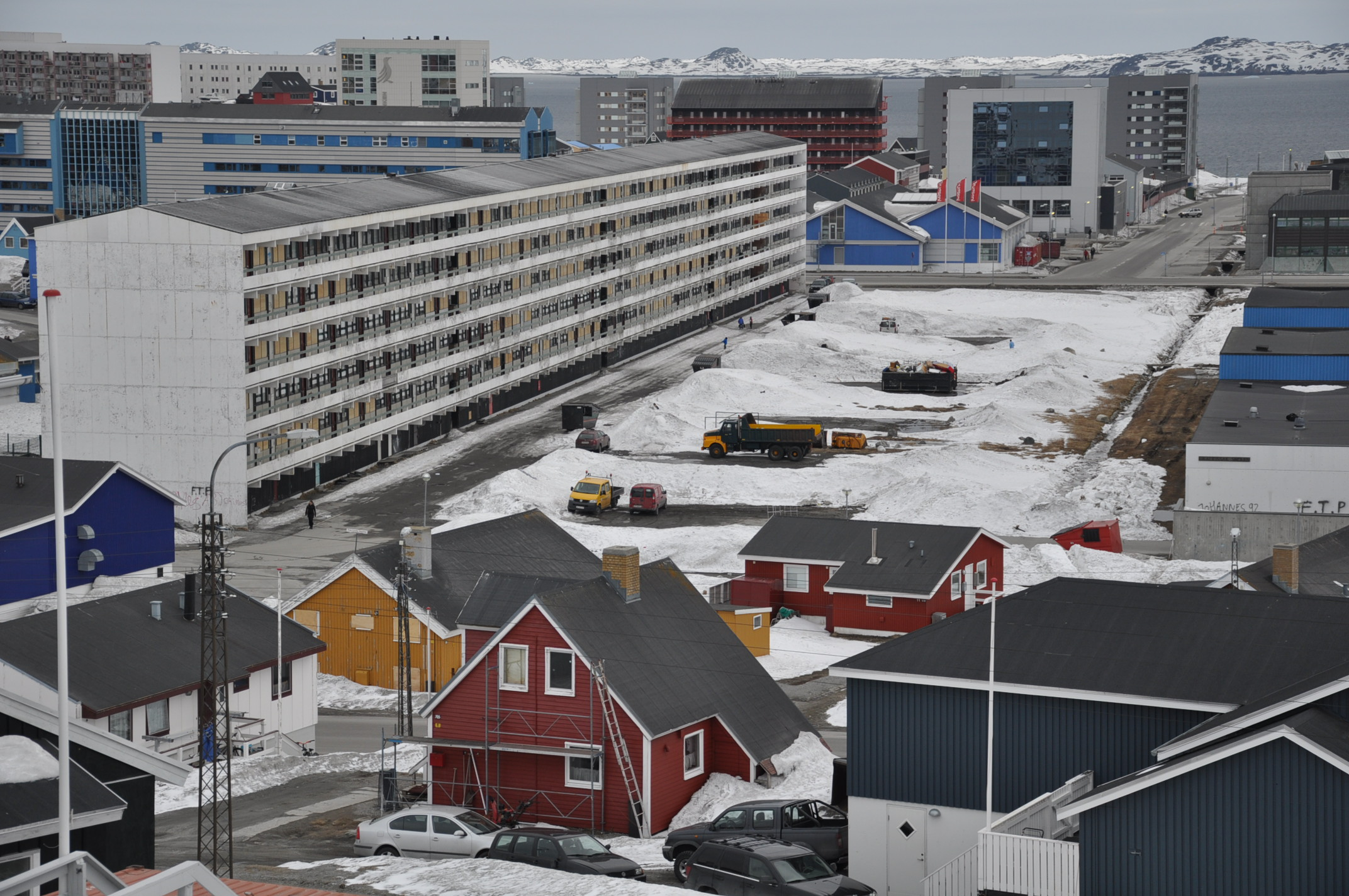
Lato nord
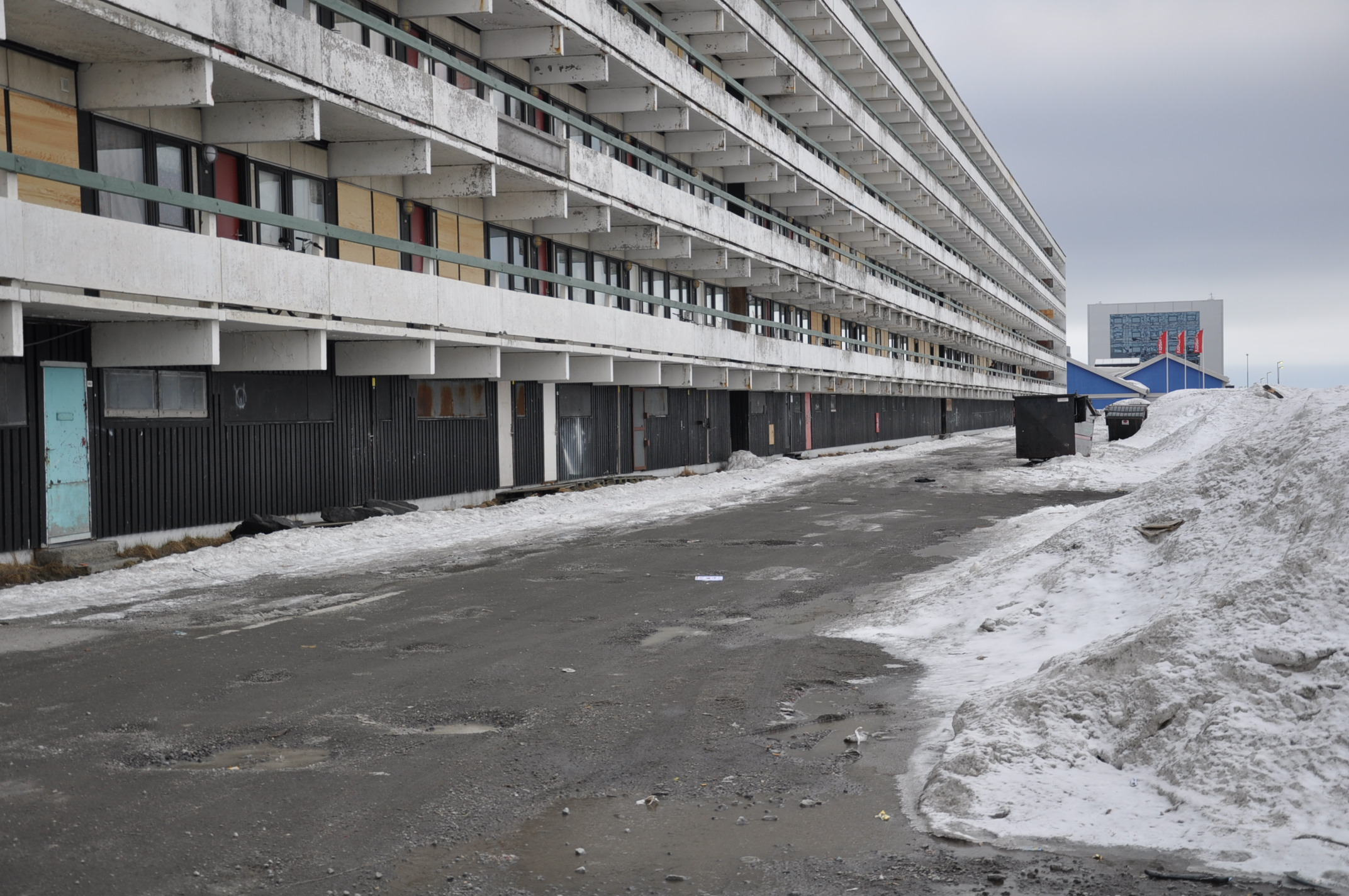
Lato nord
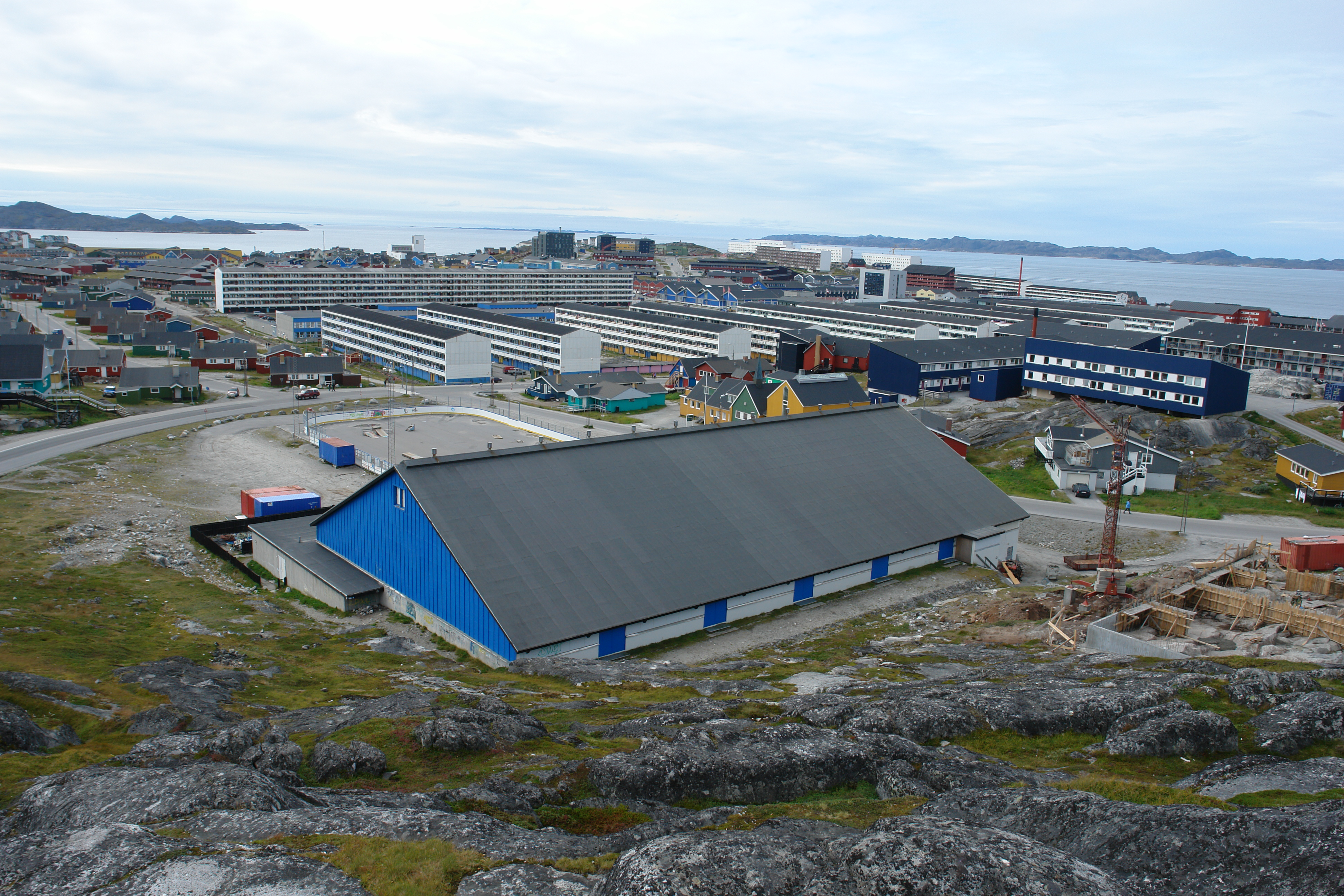
Panorama